# Ukiyo-buro
Ukiyo-buro (浮世風呂) est un roman écrit par Shikitei Sanba entre 1809 et 1813. Il appartient au genre kokkeibon, dont c'est d'ailleurs un des chefs-d'œuvre.

## Contenu
L'Ukiyo-buro dépeint l'humour de la vie quotidienne et de la culture par le biais des conversations de clients au sentō (bain public)). Il comporte des illustrations d'Utagawa Kuninao et Kitao Shigemasa (sous le nom Kitagawa Yoshimaru).
Shikitei note que l'idée de situer l'histoire dans un bain public vient du Kengu irigomi sentō shinwa (賢愚湊銭湯新話) (1802) de Santō Kyōden et d'une représentation rakugo par Sanshōtei Karaku.
Le texte est composé de quatre parties contenues en neuf volumes :
- 1re partie : « Bain des hommes », publié en 1809
- 2e partie : « Bain des femmes », publié en 1810
- 3e partie : « Oublis du bain des femmes », publié en 1812
- 4e partie : « Bain des hommes, suite », publié en 1813

Il y eut des publicités pour les parties 5, 6 et 7, mais elles n'ont jamais été écrites.